# フードマスター
フードマスターは、アメリカ国務省が推奨する国際文化交流プログラムで、海外のスリーダイヤモンドやミシュラン3ッ星ホテルなどがホテル開業にあたり、総料理長を含むシェフの指導、育成にあたる人のこと。また、ホールスタッフの指導や育成、店舗のインテリアやエクステリアの指導もする。世界各国で料理のキャンペーンを行う際にもフードマスターが雇用される。最近ではロンドン五輪の選手村で、各国の選手の舌を満たす料理を作るため、料理の指導にあたったのもフードマスターである。

## 認定
もともとは移民の救済のため、雇用を確保する目的で作られたプログラムである。
認定には2種類以上の料理のジャンルに精通し、かつ現役フードマスター数名から審査され合格したもののみが認定をうける。認定には料理の学科試験もありホテルでのマナーなども試される。基本的に大使館の紹介等がないと試験を受けることすらできず日本人ではまだ2名しかいない。